# Боденбендерит
Боденбендерит — мінерал з класу силікатів, не затверджений IMA, оскільки поки що не описаний належним чином.
Хімічна формула: (Mn,Ca)4Al(Al,Yt,Er)(Si,Ti)3O13.
Емпірічна хімічна формула: (Mn0,75Ca0,25)4Al(Al0,6Yt0,3Er0,1)(Si0,75Ti0,25)3O13 
Названий на честь професора Вільгельма Боденбендера. Перша (і єдина) місцевість, де боденбендерит був знайдений, знаходиться в С'єррас-Чікас, в департаменті Пунілья, Аргентина. Описаний за проявами у пневматолітичних жилах, асоційованих з гранітами.